# Переворот 19 мая
Переворо́т 19 мая (болг. Деветнадесетомайски преврат) — государственный переворот в Болгарии 19 мая 1934 года, совершенным организацией «Звено» и Военным союзом с помощью болгарской армии. После переворота новое правительство во главе с Кимоном Георгиевым отменило Тырновскую конституцию, распустило Народное собрание, запретило политические партии и революционные организации.

## Предыстория
На парламентских выборах в июне 1931 года правая партия Демократический сговор потерпела поражение, уступив Народному блоку, коалиции левых и либеральных партий. Хотя правительство Народного блока не отменило законы, принятые во время нахождения Демократического сговора у власти, его деятельность тем не менее вызывало недовольство у правых сил Болгарии. Борьбу против правительства Народного блока возглавили три политические организации: «Звено», Военный союз, а также Народное социальное движение — правая партия во главе с бывшим премьер-министром Александром Цанковым.
В мае 1934 года начался правительственный кризис, ставший непосредственной причиной для переворота. 5 мая Народное собрание вынесло вотум недоверия Стояну Костуркову, министру путей сообщения, почт и телеграфа, единственному представителю Радикально-демократической партии в правительстве. Отставка Костуркова стало началом кризиса: 10 мая из правительства вышли члены БЗНС «Врабча 1», а 14 мая премьер-министр Никола Мушанов подал в отставку. После этого парламент временно приостановил свои заседания. Мушанов вскоре получил мандат на формирование нового правительства и начал переговоры с лидерами партий о вхождении в него.
В это же время царь Борис III начал перестановку высших офицеров армии. 9 мая председатель Военного союза Анастас Ватев был назначен министром обороны. 18 мая Михаил Йовов стал начальником Генерального штаба, Любомир Васильков — начальником Военной канцелярии, а Стефан Цанев — командиром Софийского гарнизона .

## Подготовка
С конца октября 1933 года Военный союз начал активно готовить государственный переворот. Для каждого гарнизона, где служили офицеры — члены Союза были разработаны детальные планы действий в случае переворота. Одновременно готовилась и программа политических мероприятий, которые должны были быть реализованы после смены власти. В числе наиболее активных организаторов перевороты были Дамьян Велчев, Кимон Георгиев, Пётр Тодоров, Иван Харизанов, Коста Бояджиев, Пётр Мидилев, Ставри Андреев, Станчо Чолаков и Михаил Календеров.
В апреле 1934 года руководство Военного союза приняло решение о том, что новое правительство должен возглавить Георгиев. Были начаты переговоры с Народным социальным движением, Демократической партией и Болгарским земледельческим народным союзом о вхождении в правительство. Члены Военного союза провели встречи с Христо Кальфовым, Иваном Русевым и Димитром Гичевым, но они отказались войти в кабинет Георгиева.
Назначение Анастаса Ватева военным министром вызвало некоторое замешательство в Военном союзе. Хоть Ватев и был многолетним председателем Союза и инициатором подготовки переворота, к этому времени у него начались разногласия со многими другими членами организации. В этих условиях Дамян Велчев начал настаивать на том, чтобы произвести переворот немедленно. Некоторые члены Союза, такие как Пенчо Златев, колебались, однако 17 мая Центральное управление Военного союза всё же приняло решение о том, чтобы произвести переворот в ночь с 18 на 19 мая. До главы правительства Мушанова к этому времени уже дошли слухи о готовящемся перевороте, однако Мушанов не принял их во внимание, посчитав вымыслом. В ночь переворота он отправился в оперный театр на постановку оперы «Тоска» вместе с находящимся в Софии с визитом мэром Парижа.

## Ход переворота
После того, как решение было принято, 18 мая лидер Военного союза обошёл части Софийского гарнизона и сообщил об этом остальным членам Союза. В 22:30  лидеры переворота собрались в доме Васила Каракулакова (улица Ивана Вазова, дом 27), где они подготовили царский указ о смене правительства и приказы о новых назначениях на ключевые посты. К полуночи они покинули дом Каракулакова, направившись в полицейскую комендатуру. В это время полковник Георгий Тановский провёл встречу с царём Борисом III, сообщив ему о перевороте и заверив, что он не направлен против него .
Пётр Хаджииванов, непосредственный участник событий 19 мая, пишет в своих мемуарах, написанных после прихода к власти коммунистов, что первоначальный план переворота предполагал убийство царя Бориса III и его семьи. Для этого была подготовлена группа членов Внутренней македонской революционной организации (ВРМО), которая должна была быть впущена во дворец охранявшими его офицерами Военного союза во главе с подполковником Тодором Крыстевым. Однако в  последний момент решение об убийстве Бориса было отменено, и Гаджииванову поручили дать Крыстеву приказ никого не впускать во дворец. По словам Кимона Георгиева и некоторым другим источникам, вариант силового устранения Бориса предусматривался только в случае, если царь не поддержит переворот .
Как и планировалось, за несколько часов члены Военного союза установили контроль над всеми гарнизонами страны, все подступы к столице были блокированы армией. В 4 часа утра 19 мая переворот был успешно завершён. В 5 часов Пенчо Златев и Кимон Георгиев провели двухчасовую встречу с Борисом III, подробно рассказав ему о том, кого хотели бы видеть в составе нового кабинета. К 7 утра военные задержали свергнутого премьера Мушанова, чуть позже Мушанов был вызван во дворец, где ему объявили о его отставке с поста премьера .
В 21 час 19 мая Кимон Георгиев получил официальную аудиенцию у царя Бориса III, который подписал серию указов — о роспуске Народного собрания, назначении нового правительства во главе с Георгиевым, а также о слиянии нескольких министерств.

## Новое правительство
Сразу после переворота новое правительство Георгиева запретило все политические партии и профсоюзы в стране, некоторые из их активистов были интернированы. Начались репрессии против Болгарской коммунистической партии. Народное собрание было распущено, страна управлялась имевшими силу закона постановлениями правительства. Местное самоуправление было отменено, во главе общин встали чиновники, назначенные правительством.
В сентябре 1934 года кабинет Георгиева начал активную борьбу с ВРМО, её лидер Ванче Михайлов был вынужден покинуть страну.
Во внешней политике правительство Георгиева заявил о преемственности с предыдущими кабинетами и о том, что буде поддерживать хорошие отношения с соседними странами — членами Балканской Антанты.  В июле были установлены дипломатические отношения с Советским Союзом.
Несмотря на свою поддержку переворота, царь Борис III относился к подозрением к большинству офицеров из союза «Звено», включая и его лидера, Георгиева. В январе 1935 года, заручившись поддержкой верных ему офицеров из Военного союза, он сместил Георгиева с поста премьера, назначив на его место Пенчо Златева, а чуть позже — Андрея Тошева. Совершённая в 1935 году попытка переворота во главе с Дамяном Велчевым была подавлена. После этого фактическая власть в стране перешла к царю, до того бывшему лишь номинальным правителем.

## Оценки
Режиссёр Костадин Бонев, рассматривает переворот как спланированный югославским руководством в целях установления в Болгарии проюгославского правительства, а в перспективе — и поглощения Болгарии Югославией.